# La hora chanante
La hora chanante era un programa d'humor que es va emetre a Espanya a la cadena Paramount Comedy per cable/satèl·lit. Es componia de diverses seccions, amb peces curtes (esquetxos) i animacions, caracteritzades per l'humor absurd i surrealista. D'emissió mensual, s'estrenaba programa el primer diumenge de cada mes a Paramount Comedy. En l'actualitat s'emeten repeticions i esquetxos solts repartits per la programació del canal. A la cadena de televisió Localia també es van emetre reposicions depenent de la programació en cada comunitat i també es va emetre pel canal  MTV Espanya.

## Seccions
Cada programa consta de seccions més o menys fixes (ja que les úniques realment fixes són "Testimonios", "Retrospecter" i "Hever vs Clever"), més alguns esquetxos variats. Es podrien destacar:
- "Testimonios": una imitació d'un personatge famós, normalment passat de moda (dels anys 1980 o principis dels anys 1990), que realitza un soliloqui autobiogràfic en clau d'humor i amb accent i parla manxec. El personatge imitat en el Testimoni d'un programa és el presentador del següent mes. La majoria d'imitacions les fa Joaquín Reyes.
- "Retrospecter": són escenes de pel·lícules antigues (un exemple seria Mr. Wong in Chinatown amb Boris Karloff) que es tornen a doblar amb comentaris en la línia del programa aprofitant les situacions de la trama original. És un fixe en tots els programes, i destaca l'habitual personatge de César Romero.
- "CÑÑ": el personatge d'Eduardo Torrijos, interpretat per Joaquín Reyes, paròdia a un enviat especial d'un informatiu narrant notícies gastronòmiques absurdes, per al canal 'CÑÑ Televisión'.
- "Cuéntaselo a Asun": Velilla Valbuena dona vida a Asun, una presentadora d'un magazine vespertí similar a El diario de Patricia al qual van diversos invitats explicant històries chanantes. Existeix la versió "històrica" del programa, protagonitzada per imitacions de personatges històrics com Franz Kafka, l'Arxiduc d'Àustria o Karl Marx i Friedrich Engels, entre d'altres.
- "Doctor Alce": dos personatges d'animació (Doctor Alce y Señor Cabeza) protagonitzen un diàleg sobre temes televisius.
- "Economía Chanante" i "el Payaso": En la seva primera etapa el Payaso amb "Economía Chanante" donava consells financers, mentre que la segona tracta d'esquetxos diversos (videoclips, la creació del seu videojoc, etc.), protagonitzats per el Payaso, sempre amb el sentit de l'humor cafre que el caracteritza.
- "El Gañán": Espai semblant al de " El Payaso" (de fet es podria considerar un spin off del mateix) en el que El Gañán explica, a la seva manera, alguns temes com la immigració, l'hospitalitat, les aparicions marianes etc., i fins i tot imparteix cursos com el "Curs de Tollinas" en el que ensenya a bufetejar de manera correcta o "Com parlar en gañán".
- "Superñoño": Animació de dibuixos on un "superheroi" que la majoria del temps està mig adormit i al llit, ens explica els seus superpoders i "aventures".
- "Hever vs Clever": S'emet al final de cada programa i són les preses falses de la gravació dels esquetxos.
- "El rincón de Agnes": Joaquín Reyes interpreta a Agnes Chevalier, una presentadora d'un espai sobre lectura en el que es presenta i comenta una obra.
- "Bizcoché y Ojos de Huever": Una altra animació, basada en els hillbillies (ignorants americans) amb intervencions estelars com les del Trampero.
- "Minutos musicales": Animació creada per Carlos Areces, que fa les veus de videoclip grotesc i extravagant.